# Decades: World Tour
Decades: World Tour foi uma turnê da banda finlandesa de metal sinfônico Nightwish, realizada para promover sua compilação Decades (2018). A turnê teve início no mesmo dia do lançamento do álbum, em 9 de março de 2018 na cidade de Atlanta, Estados Unidos, sendo finalizada em 15 de dezembro do mesmo ano em Helsinque, Finlândia, concerto esse que marcou também a última apresentação com o baixista e vocalista Marco Hietala, que posteriormente saiu do grupo em janeiro de 2021.
O conceito principal da turnê foi comemorar os primeiros 20 anos de existência da banda, com o repertório incluindo canções raras e poucas vezes apresentadas ao vivo dos primeiros álbuns do grupo, enquanto outros clássicos foram repaginados com a sonoridade da atual formação. O concerto na cidade de Buenos Aires, Argentina em 30 de setembro de 2018 foi gravado e filmado para o DVD ao vivo Decades: Live in Buenos Aires (2019).

## Antecedentes
Após o fim da Endless Forms Most Beautiful World Tour em outubro de 2016, a banda anunciou que iria tirar um ano sabático em 2017, após terem trabalhado continuamente por 20 anos ininterruptos desde a formação do Nightwish em 1996. Os músicos Tuomas Holopainen e Troy Donockley aproveitaram esse período para produzir o álbum de estreia de seu projeto Auri juntamente com a cantora finlandesa Johanna Kurkela, algo que já estava nos planos do trio por algum tempo. O guitarrista Emppu Vuorinen gravou e excursionou com sua banda paralela, Brother Firetribe, em suporte ao álbum Sunbound (2017). Enquanto a vocalista Floor Jansen deu à luz sua primeira filha em março de 2017 e trabalhou no primeiro disco da dupla Northward, após ter participado do projeto Raskasta Joulua com seu companheiro de banda Marco Hietala em dezembro do ano anterior.
Um comunicado, no entanto, foi emitido nas mídias sociais da banda em 9 de junho de 2017, anunciando o projeto Decades, que consistia no lançamento de uma compilação especial em março de 2018, bem como uma turnê promocional de nove meses de duração que iria comemorar os primeiros 20 anos de carreira do Nightwish. Segundo a banda, o repertório da Decades: World Tour se basearia em canções raras e poucas vezes apresentadas ao vivo, além de clássicos da primeira era do grupo (que compreende do álbum Angels Fall First até Once),  no entanto isso não excluiria totalmente o material dos discos Dark Passion Play, Imaginaerum e Endless Forms Most Beautiful, porém ele tomaria uma menor porção do setlist. Uma vez que os três primeiros álbuns não possuíam a presença de uma orquestra, a banda optou por regravar as passagens orquestrais originalmente reproduzidas pelo teclado, enquanto os ensaios e gravações de alguns backing vocals dos vocalistas aconteceram no estúdio SF Sound em Joensuu, Finlândia em janeiro de 2018.

## Repertório
O repertório abaixo é constituído do primeiro show da turnê, realizado em 9 de março de 2018 em Atlanta, Estados Unidos, não sendo representativo de todos os concertos.
1. "Swanheart" (intro)
2. "End of All Hope"
3. "Wish I Had an Angel"
4. "10th Man Down"
5. "Come Cover Me"
6. "Gethsemane
7. "Élan"
8. "Sacrament of Wilderness"
9. "Dead Boy's Poem"
10. "Elvenjig"
11. "Elvenpath"
12. "I Want My Tears Back"
13. "The Carpenter"
14. "The Kinslayer"
15. "Devil & the Deep Dark Ocean"
16. "Nemo"
17. "Slaying the Dreamer"
18. "The Greatest Show on Earth" (Capítulo I: Four Point Six; Capítulo II: Life; Capítulo III: The Toolmaker)
19. "Ghost Love Score"
20. "The Greatest Show on Earth" (Capitulo IV: The Understanding; Capítulo V: Sea-Worn Driftwood) (fita)

- A canção "Deep Silent Complete" foi tocada pela primeira vez na turnê em 18 de março de 2018 em Albany, Estados Unidos.
- A canção "Amaranth" foi tocada pela primeira vez na turnê em 21 de abril de 2018 em São Petersburgo, Estados Unidos.
- O cantor Tapio Wilska performou com a banda a canção "Devil & the Deep Dark Ocean" em 13 e 21 de julho de 2018.
- A canção "Wishmaster" foi tocada pela primeira vez na turnê em 21 de julho de 2018 em Lahti, Finlândia.
- A canção "Dark Chest of Wonders" foi tocada pela primeira vez na turnê em 2 de outubro de 2018 em Santiago, Chile.
- A canção "Last Ride of the Day" foi tocada pela primeira vez na turnê em 7 de novembro de 2018 em Antuérpia, Bélgica.
- A acordeonista Netta Skog performou com a banda a canção "Wishmaster" em 14 e 15 de dezembro de 2018.

## Datas
Todas as datas estão de acordo com o website oficial da banda.
| Data                   | Cidade           | País             | Local                               | Ato de abertura                                    |
| ---------------------- | ---------------- | ---------------- | ----------------------------------- | -------------------------------------------------- |
| América do Norte       |                  |                  |                                     |                                                    |
| 9 de março de 2018     | Atlanta          | Estados Unidos   | The Tabernacle                      | —                                                  |
| 10 de março de 2018    | Charlotte        | Estados Unidos   | The Fillmore                        | —                                                  |
| 12 de março de 2018    | Norfolk          | Estados Unidos   | The NorVa                           | —                                                  |
| 13 de março de 2018    | Baltimore        | Estados Unidos   | Modell Performing Arts Center       | —                                                  |
| 14 de março de 2018    | Nova York        | Estados Unidos   | PlayStation Theater                 | —                                                  |
| 16 de março de 2018    | Filadélfia       | Estados Unidos   | Electric Factory                    | —                                                  |
| 17 de março de 2018    | Worcester        | Estados Unidos   | The Palladium                       | —                                                  |
| 18 de março de 2018    | Albany           | Estados Unidos   | The Egg                             | —                                                  |
| 20 de março de 2018    | Montreal         | Canadá           | M Telus                             | —                                                  |
| 21 de março de 2018    | Toronto          | Canadá           | Massey Hall                         | —                                                  |
| 23 de março de 2018    | Niagara Falls    | Estados Unidos   | The Rapids Theatre                  | —                                                  |
| 24 de março de 2018    | Cleveland        | Estados Unidos   | Agora Theatre and Ballroom          | —                                                  |
| 25 de março de 2018    | Pittsburgh       | Estados Unidos   | Stage AE                            | —                                                  |
| 26 de março de 2022    | Covington        | Estados Unidos   | Madison Theater                     | —                                                  |
| 28 de março de 2018    | Kalamazoo        | Estados Unidos   | State Theatre                       | —                                                  |
| 29 de março de 2018    | St. Louis        | Estados Unidos   | Touhill Performing Arts Center      | —                                                  |
| 30 de março de 2018    | Minneapolis      | Estados Unidos   | Myth Live                           | —                                                  |
| 31 de março de 2018    | Chicago          | Estados Unidos   | Aragon Ballroom                     | —                                                  |
| 2 de abril de 2018     | Omaha            | Estados Unidos   | Sokol Auditorium                    | —                                                  |
| 3 de abril de 2018     | Denver           | Estados Unidos   | Paramount Theatre                   | —                                                  |
| 5 de abril de 2018     | Edmonton         | Canadá           | Northern Alberta Jubilee Auditorium | —                                                  |
| 6 de abril de 2018     | Spokane          | Estados Unidos   | Knitting Factory                    | —                                                  |
| 7 de abril de 2018     | Vancouver        | Canadá           | Queen Elizabeth Theatre             | —                                                  |
| 8 de abril de 2018     | Portland         | Estados Unidos   | Roseland Theater                    | —                                                  |
| 10 de abril de 2018    | Las Vegas        | Estados Unidos   | Brooklyn Bowl                       | —                                                  |
| 12 de abril de 2018    | Ventura          | Estados Unidos   | Ventura Theatre                     | —                                                  |
| 13 de abril de 2018    | San José         | Estados Unidos   | City National Civic                 | —                                                  |
| 14 de abril de 2018    | Anaheim          | Estados Unidos   | City National Grove of Anaheim      | —                                                  |
| 15 de abril de 2018    | Tempe            | Estados Unidos   | Marquee Theatre                     | —                                                  |
| 17 de abril de 2018    | Dallas           | Estados Unidos   | The Bomb Factory                    | —                                                  |
| 18 de abril de 2018    | Memphis          | Estados Unidos   | Minglewood Hall                     | —                                                  |
| 19 de abril de 2018    | Mobile           | Estados Unidos   | Saenger Theatre                     | —                                                  |
| 21 de abril de 2018    | São Petersburgo  | Estados Unidos   | Jannus Live                         | —                                                  |
| 22 de abril de 2018    | Miami            | Estados Unidos   | Olympia Theater                     | —                                                  |
| Europa                 |                  |                  |                                     |                                                    |
| 18 de maio de 2018     | Tallinn          | Estônia          | Saku Suurhall                       | —                                                  |
| 1 de junho de 2018     | Plzeň            | República Tcheca | Amfiteátr Lochotín                  | —                                                  |
| 2 de junho de 2018     | Nimegue          | Países Baixos    | Goffertpark                         | —                                                  |
| 21 de junho de 2018    | Copenhague       | Dinamarca        | Refshaleøen                         | —                                                  |
| 24 de junho de 2018    | Clisson          | França           | Val de Moine                        | —                                                  |
| 6 de julho de 2018     | Kvinesdal        | Noruega          | Øyesletta                           | —                                                  |
| 13 de julho de 2018    | Joensuu          | Finlândia        | Laulurinne                          | —                                                  |
| 21 de julho de 2018    | Lahti            | Finlândia        | Mukkulan Tapahtumapuisto            | Beast in Black Timo Rautiainen & Trio Niskalaukaus |
| 3 de agosto de 2018    | Wacken           | Alemanha         | Hauptstrasse                        | —                                                  |
| 7 de agosto de 2018    | Schaffhausen     | Suíça            | Herrenacker                         | —                                                  |
| 9 de agosto de 2018    | Vilhena          | Espanha          | Polideportivo Municipal de Villena  | —                                                  |
| 12 de agosto de 2018   | Walton-on-Trent  | Inglaterra       | Catton Hall and Gardens             | —                                                  |
| 17 de agosto de 2018   | Bucareste        | Romênia          | Romexpo                             | Fallen Arise A Tear Beyond                         |
| 19 de agosto de 2018   | Varna            | Bulgária         | Varna Beach                         | —                                                  |
| América Latina         |                  |                  |                                     |                                                    |
| 28 de setembro de 2018 | São Paulo        | Brasil           | Tom Brasil                          | Delain                                             |
| 30 de setembro de 2018 | Buenos Aires     | Argentina        | Microestadio Malvinas Argentinas    | Delain                                             |
| 2 de outubro de 2018   | Santiago         | Chile            | Teatro Caupolicán                   | Delain                                             |
| 4 de outubro de 2018   | Bogotá           | Colômbia         | Teatro Royal Center                 | Delain                                             |
| 7 de outubro de 2018   | Cidade do México | México           | Arena Ciudad de México              | —                                                  |
| Europa 2               |                  |                  |                                     |                                                    |
| 2 de novembro de 2018  | Gotemburgo       | Suécia           | Partille Arena                      | Beast in Black                                     |
| 3 de novembro de 2018  | Copenhague       | Dinamarca        | Valby-Hallen                        | Beast in Black                                     |
| 5 de novembro de 2018  | Berlim           | Alemanha         | Max-Schmeling-Halle                 | Beast in Black                                     |
| 6 de novembro de 2018  | Hamburgo         | Alemanha         | Barclays Arena                      | Beast in Black                                     |
| 7 de novembro de 2018  | Antuérpia        | Bélgica          | Lotto Arena                         | Beast in Black                                     |
| 9 de novembro de 2018  | Oberhausen       | Alemanha         | König Pilsener Arena                | Beast in Black                                     |
| 10 de novembro de 2018 | Paris            | França           | AccorHotels Arena                   | Beast in Black                                     |
| 11 de novembro de 2018 | Genebra          | Suíça            | SEG Geneva Arena                    | Beast in Black                                     |
| 13 de novembro de 2018 | Bratislava       | Eslováquia       | Incheba Expo Arena                  | Beast in Black                                     |
| 14 de novembro de 2018 | Munique          | Alemanha         | Olympiahalle                        | Beast in Black                                     |
| 16 de novembro de 2018 | Leipzig          | Alemanha         | Arena Leipzig                       | Beast in Black                                     |
| 17 de novembro de 2018 | Cracóvia         | Polônia          | Tauron Arena                        | Beast in Black                                     |
| 19 de novembro de 2018 | Praga            | República Tcheca | O2 Arena                            | Beast in Black                                     |
| 20 de novembro de 2018 | Budapeste        | Hungria          | Budapest Sports Arena               | Beast in Black                                     |
| 22 de novembro de 2018 | Zurique          | Suíça            | Hallenstadion                       | Beast in Black                                     |
| 23 de novembro de 2018 | Nurembergue      | Alemanha         | Nuremberg Arena                     | Beast in Black                                     |
| 24 de novembro de 2018 | Estugarda        | Alemanha         | Hanns-Martin-Schleyer-Halle         | Beast in Black                                     |
| 26 de novembro de 2018 | Amesterdã        | Países Baixos    | Ziggo Dome                          | Beast in Black                                     |
| 27 de novembro de 2018 | Saarburg         | Alemanha         | Saarlandhalle                       | Beast in Black                                     |
| 30 de novembro de 2018 | Madrid           | Espanha          | WiZink Center                       | Beast in Black                                     |
| 1 de dezembro de 2018  | Barcelona        | Espanha          | Sant Jordi Club                     | Beast in Black                                     |
| 2 de dezembro de 2018  | Bilbau           | Espanha          | Bizkaia Arena                       | Beast in Black                                     |
| 4 de dezembro de 2018  | Milão            | Itália           | Mediolanum Forum                    | Beast in Black                                     |
| 5 de dezembro de 2018  | Frankfurt        | Alemanha         | Festhalle                           | Beast in Black                                     |
| 8 de dezembro de 2018  | Londres          | Inglaterra       | SSE Arena                           | Beast in Black                                     |
| 10 de dezembro de 2018 | Birmingham       | Inglaterra       | Arena Birmingham                    | Beast in Black                                     |
| 11 de dezembro de 2018 | Manchester       | Inglaterra       | Manchester Arena                    | Beast in Black                                     |
| 14 de dezembro de 2018 | Turku            | Finlândia        | Gatorade Center                     | Beast in Black                                     |
| 15 de dezembro de 2018 | Helnsique        | Finlândia        | Hartwall Areena                     | Beast in Black                                     |

## Créditos
Banda
- Tuomas Holopainen – teclado
- Emppu Vuorinen – guitarra
- Marco Hietala – baixo, vocais
- Troy Donockley – gaita irlandesa, tin whistle, bouzouki, guitarra, vocal de apoio
- Floor Jansen – vocais

Músicos convidados
- Kai Hahto – bateria
- Tapio Wilska – vocais (em 13 e 21 de julho de 2018)
- Netta Skog – acordeão (em 14 e 15 de dezembro de 2018)